# Herbie Langhans

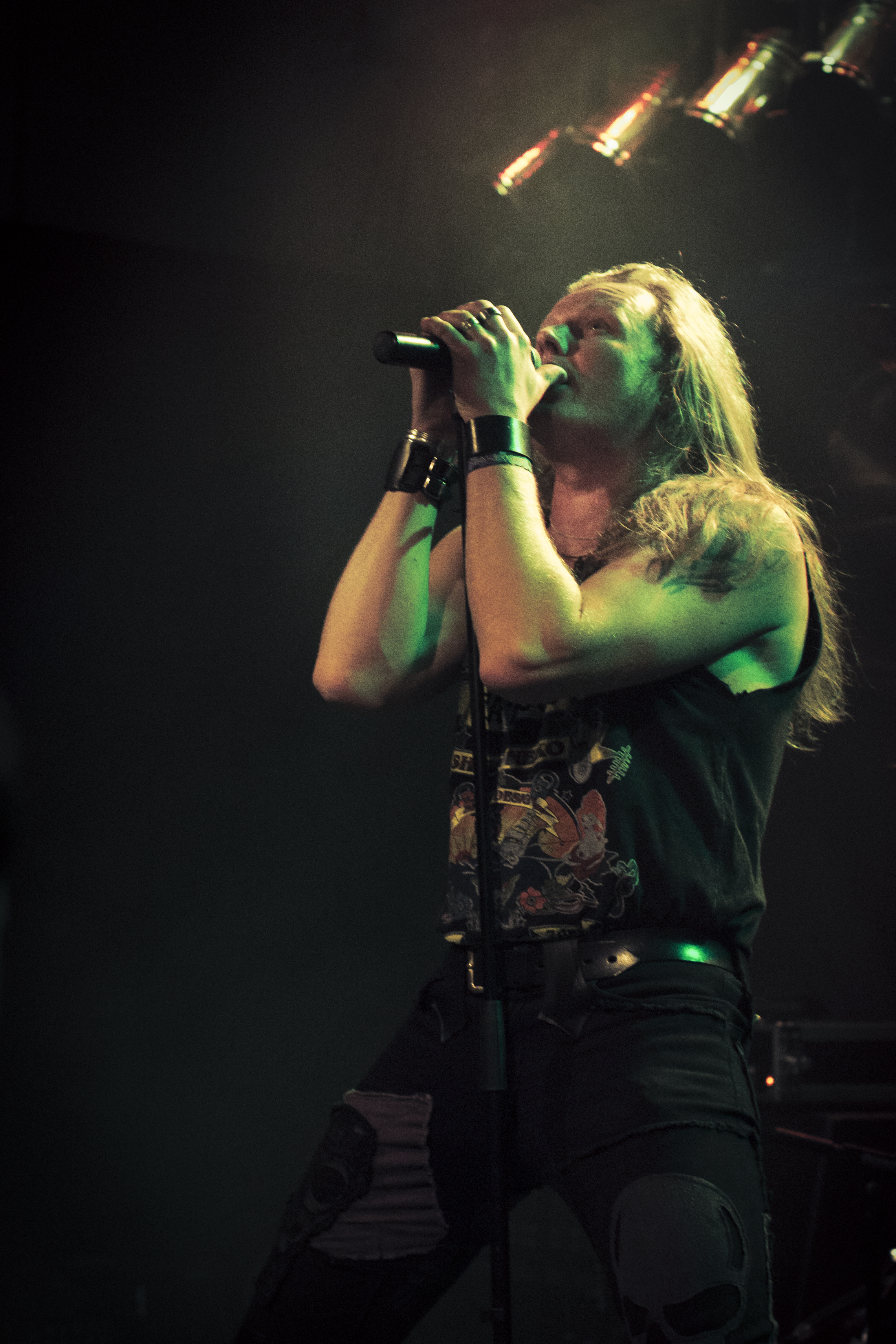
Herbie Langhans

Herbie Langhans (* 21. Mai 1975 in Gifhorn) ist ein deutscher Sänger, Songwriter und Produzent. Bekanntheit erreichte er durch seine Bands Sinbreed, Beyond the Bridge und Seventh Avenue, sowie als Studiomusiker im Rock- und Metal-Bereich.

## Biografie
Mit 14 Jahren stieg er als Rhythmusgitarrist der Wolfsburger Band The Preachers ein und nahm mit der Gruppe 1990 seine erste CD/LP auf. Zwei Jahre später formierte sich die Band unter dem Namen Seventh Avenue neu. Künftig übernahm Langhans den Leadgesang, die Leadgitarre, das Songwriting und die Arrangements. Ab 2000 produzierte er selbst die Alben der Band in seinem Studio und tourte durch Mitteleuropa, Südamerika und Skandinavien. Während dieser Zeit arbeitete er u. a. mit Produzenten wie Victor Smolski (Rage) zusammen.
2001 wurde der Produzent Sascha Paeth (Avantasia) auf ihn aufmerksam und engagierte Herbie Langhans für Aufnahmen der Band Rhapsody („Power of the Dragonflame“). In der Folgezeit arbeiteten Langhans und Paeth unter anderem für weitere Produktionen von Avantasia, Aina, Kamelot und Beyond the Black zusammen.
2005 erfolgte der Einstieg bei der Power-Metal-Band Sinbreed (Mitglieder u. a. Frederik Ehmke, Blind Guardian), welche drei Alben „When Worlds Collide“, „Shadows“ und „Master Creator“ herausbrachte.
2010 wurde er Teil der Progressive-Metal-Band Beyond the Bridge, die mit ihrem Debütalbum „The Old Man and the Spirit“ von Presse und Kritikern weltweite Anerkennung fand. In der aktuellen Besetzung bildet er mit Maggy Luyten (Ayreon, Beautiful Sin) das Gesangsduo. Im Oktober 2012 verstarb Keyboarder Simon Oberender plötzlich und unerwartet. Auf ihrer Homepage kündigte die Band daraufhin eine kreative Pause ebenso an, wie die Absicht, auf alle Fälle weiter machen zu wollen.
2015 sang er gemeinsam mit Jennifer Haben (Beyond the Black) die offizielle Wacken-Hymne auf dem W:O:A im Rahmen des Rock-Meets-Classic-Auftritts.
2015 stieg er bei Tobias Sammet’s Avantasia ein und sang (Chöre sowie z. T. Solo) im Studio das Album Ghostlights ein. Das Lied „Draconian Love“, ein Duett zwischen Sammet und Herbie, wurde als zweite Single des Albums veröffentlicht. Seit 2016 ist er festes Live-Bandmitglied bei Avantasia und teilte die Bühne auf der „Ghostlights World Tour“ mit anderen bekannten Rockinterpreten, wie Jørn Lande (Jorn), Eric Martin (Mr. Big), Bob Catley (Magnum), Michael Kiske (Helloween) und Ronnie Atkins (Pretty Maids).
2017 trat er der Hard-Rock-Band Voodoo Circle bei und löste David Readman als Frontmann ab. Gemeinsam mit den anderen Mitgliedern, Mat Sinner, Alex Beyrodt, Francesco Jovino (alle Primal Fear), brachte die Band Anfang 2018 das Album „Raised on Rock“ heraus.
Ferner konzentriert er sich aktuell auf die Produktion des ersten Albums seines neuen Bandprojekts Radiant. Das gleichnamige Debütalbum erscheint im November 2018.
2019 tat er sich mit dem Songwriter Adrian Benegas zusammen und sang auf dem Album The Revenant. 2021 nahm er den Gesang für die Diamonds in the Dark EP auf. An diesem musikalischen Material ist auch Sascha Paeth beteiligt.
Im März 2020 wurde Langhans als neuer Sänger der Band Firewind bekanntgegeben.
Im Jahr 2024 veröffentlichte er zusammen mit seinem Sohn das Kinderlied "Emmi der Delfin".
Herbie Langhans ist der Onkel von Lisa und Lena.

## Diskografie
Mit The Preachers
- 1991: Way to Paradise (Alles Records)

Mit Seventh Avenue
- 1995: Rainbowland (Megahard)
- 1995: Children
- 1996: Tales of Tales (ATM)
- 1998: Southgate (Treasure Hunt; 2009 Ulterium Records)
- 1999: Goodbye (Megahard)
- 2003: Between the Worlds (Massacre Records)
- 2004: Eternals (Massacre Records)
- 2008: Terium (Massacre Records)

Mit Luca Turilli
- 2002: Prophet of the Last Eclipse (LMP)
- 2002: Demonheart (EP, LMP)

Mit Rhapsody/Rhapsody of Fire
- 2002: Power of the Dragonflame (LMP)
- 2004: Tales from the Emerald Sword Saga (LMP)
- 2010: The Frozen Tears of Angels (Nuclear Blast)
- 2010:  The Cold Embrace Of Fear - A Dark Romantic Symphony (Nuclear Blast)
- 2011: From Chaos to Eternity (Nuclear Blast)

Mit Mob Rules
- 2009: Radical Peace (AFM Records)
- 2012: Cannibal Nation (AFM Records)
- 2016: Tales from Beyond (Steamhammer)

Mit Sinbreed
- 2009: When Worlds Collide (Eigenproduktion)
- 2010: When Worlds Collide (Ulterium Records)
- 2014: Shadows (AFM Records)
- 2016: Master Creator (AFM Records)

Mit Beyond the Bridge
- 2012: The Old Man and the Spirit (Frontiers Records)

Mit Tobias Sammet’s Avantasia
- 2016: Ghostlights (Nuclear Blast)
- 2019: Moonglow (Nuclear Blast)

Mit Kamelot
- 2003: Epica (Noise Records)
- 2005: The Black Halo (Steamhammer)
- 2013: Haven (Napalm Records)
- 2016: Where I Reign - The Very Best of the Noise Years 1995-2003  (Kompilation, Sanctuary Records)
- 2018: The Shadow Theory (Icarus Music)

Mit Adrian Benegas
- 2019: The Revenant - Album (Pride & Joy Music)
- 2021: Diamonds in the Dark - EP (Symphonic)

Sonstige Veröffentlichungen
- 2003: Aina – Days of Rising Doom (The Metal Opera) (Transmission Records)
- 2010: Magic Kingdom – Symphony of War (Limb Music)
- 2011: Krusader – Angus (Works Music)
- 2012: Dreamscape – Everlight (Silverwolf Productions)
- 2014: Whispers in Crimson – Suicide in B Minor (Eigenproduktion)
- 2016: Symphonity – King of Persia (Limb Music)
- 2018: Radiant – Radiant (Massacre Records)
- 2018: Alex Beyrodt’s Voodoo Circle - Raised on Rock (AFM Records)
- 2018: Dream Patrol – Phantoms of the Past (Mighty Music)
- 2024: Emmi der Delfin